# 过滤器
过滤器，是一种应用于流体输送泵进口端的一种过滤机械，主要由外罩、过滤网和底座三部分构成，过滤器的主要作用是通过规格相适应的滤网将流体重的垃圾和杂质拦截于其内部，以此達到保护泵的正常运转以及延长泵的使用寿命，过滤器需要定期清洗，核心部件过滤网也需要定期更换并依据不同作业情况和物料情况进行调整规格。